# Facundo Pérez (calciatore 1999)
Facundo Martín Pérez (Quilmes, 31 luglio 1999) è un calciatore argentino, centrocampista del Panaitōlikos in prestito dal Lanús.

## Caratteristiche tecniche
È un centrocampista centrale.

## Carriera
Cresciuto nel settore giovanile del Lanús, ha esordito in prima squadra il 2 febbraio 2020 disputando l'incontro di Superliga vinto 2-0 contro il Godoy Cruz.

## Statistiche
Statistiche aggiornate al 22 febbraio 2020.

### Presenze e reti nei club
| Stagione        | Squadra         | Campionato      | Campionato | Campionato | Coppe nazionali | Coppe nazionali | Coppe nazionali | Coppe continentali | Coppe continentali | Coppe continentali | Altre coppe | Altre coppe | Altre coppe | Totale | Totale | Totale |
| Stagione        | Squadra         | Comp            | Pres       | Reti       | Comp            | Pres            | Reti            | Comp               | Pres               | Reti               | Comp        | Pres        | Reti        | Pres   | Reti   |        |
| --------------- | --------------- | --------------- | ---------- | ---------- | --------------- | --------------- | --------------- | ------------------ | ------------------ | ------------------ | ----------- | ----------- | ----------- | ------ | ------ | ------ |
| 2019-2020       | Lanús           | PD              | 3          | 0          | CA              | 0               | 0               | CS                 | 1                  | 0                  |             | -           | -           | 3      | 0      |        |
| Totale carriera | Totale carriera | Totale carriera | 3          | 0          |                 | 0               | 0               |                    | 1                  | 0                  |             | -           | -           | 4      | 0      |        |